# رتیل آذینی پشت‌زرد
رتیل آذینی پشت‌زرد (نام علمی: Poecilotheria smithi) نام یک گونه از سرده عنکبوت‌های ببری است.